# Tučňák chocholatý
Tučňák chocholatý (Eudyptes sclateri Buller, 1888) je středně velký zástupce čeledi tučnákovitých.

## Taxonomie
Tučňák chocholatý byl popsán ornitologem Walterem Bullerem, a to v roce 1888 o stejném vědeckém zařazení. Společně s tučňákem snárským a tučňákem novozélandským tvoří superdruh.
Na Falklandských ostrovech byla zpozorována nevelká populace tučňáka chocholatého, jež mohla následně hybridovat s poddruhem tučňáka skalního (Eudyptes chrysocome chrysocome). 
Dříve nosil tučňák chocholatý druhové jméno atratus, ale z důvodu časté záměny s E. robustus (tučňák snárský), byl přejmenován na počest zoologa, jmenujícího se Philip Lutley Sclater, a tak jeho latinský název zní Eudyptes sclateri. Rodové jméno Eudyptes, je pak odvozeno z řeckých slov ευ (eu) – „dobrý“, a δύτης (dyptes) – „potápěč“.

## Výskyt
Obývá antarktické ostrovy jižně od Nového Zélandu, převážně souostroví Bounty a ostrovy Protinožců (v malých skupinách se objevují i na ostrově Campbell a Aucklandových ostrovech, nebo výjimečně na Novém Zélandu – ve 40. letech 20. století byl spatřen na poloostrově Otago).
V mimohnízdním období se může nacházet až v Patagonii (Argentině), Austrálii, na Falklandských ostrovech nebo dokonce v Antarktidě.

## Popis
Dospělý tučňák chocholatý dosahuje výšky 50 až 70 cm a jeho hmotnost se liší v závislosti na ročním období. Pokud nehladoví, může dosáhnout váhy až 7 kg. V době rozmnožování nebo výměny peří pak jeho váha klesá pod 4 kg.
Mláďata jsou od dospělých snadno rozeznatelná. Zprvu mají šedé až čokoládově hnědé peří, a následně celkově nedefinovaný vzor a nevýrazné chocholky. Rovněž zobák mají menší a užší (nedostatečně vyvinutý). Do zcela dospělého vzezření se vybarví až při pobytu na otevřeném moři, tedy po osamostatnění a odchodu z kolonie.
Tučňák chocholatý se může dožít asi 20 let, ale neexistují spolehlivé záznamy. V zajetí se zpravidla dožije vyššího věku, nežli v přírodě.

## Potrava
Živí se korýši nebo malými chobotnicemi a z hlediska dostupnosti se nepochybuje o tom, že nepohrdne ani rybami. Loví v menších hloubkách v blízkosti vodní hladiny.

## Způsob života
Více než polovinu života tráví na moři, kde cestují za potravou. Vzdalují se tak od hnízdiště i několik tisíc kilometrů. Hnízdí se velkých a hustých koloniích, čítající tisíce párů. Kolonie se vyskytují převážně na tvrdém skalnatém terénu, bez četné půdy nebo vegetace. Jsou to monogamní ptáci a dvojice partnerů spolu může hnízdit až šest sezón.

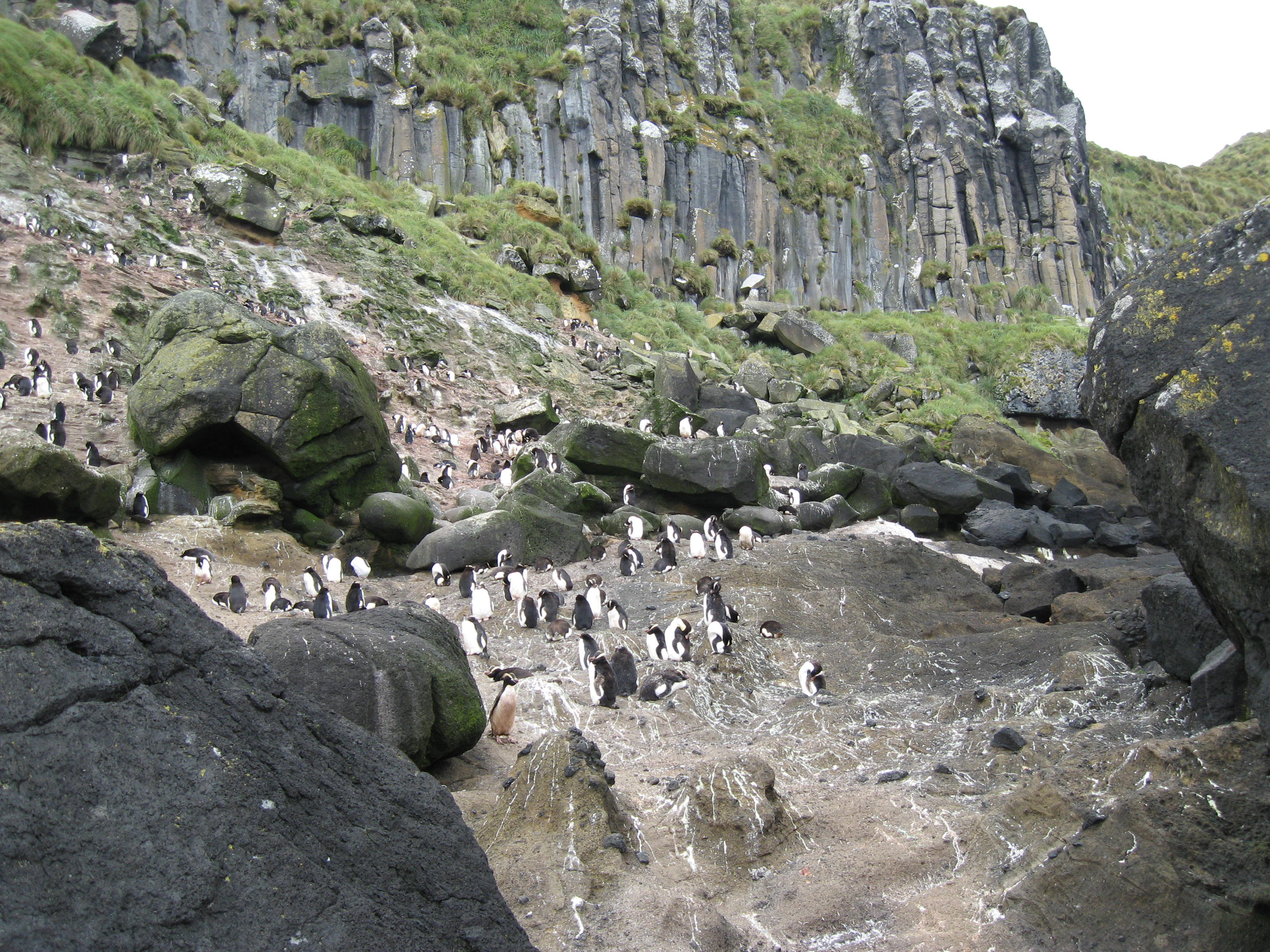
Tučňáci chocholatí při hnízdění na skalnatých výběžcích (ostrovy Protinožců)

### Rozmnožování a chov mláďat
Hnízdí asi nejčastěji od záři zhruba do února.
Na hnízdiště připlouvají první samci, kteří jeden až dva týdny budou hájit svá hnízdní teritoria a vyčkávat příchod svých loňských nebo budoucích družek. Jejich hnízda připomínají kruhovitý útvar, ohraničený zpravidla kamínky nebo větvičkami. Protože jsou hnízda v těsném sousedství, bývá jejich chování často agresivní. Jsou tak obdařeni silnějším a tlustším zobákem, který je jejich zbraní.
V době přítomnosti samic, samci svá teritoriální chování otupí a věnují pozornost výhradně jim. Snaží se být nepřehlédnutelní a začínají vydávat hluboké hrdelní tóny. U toho udržují vzpřímenou polohu s nataženou hlavou, s níž kývají ze strany na stranu. Takto vyhledávají své loňské družky nebo vábí nové nezadané samice. Po dohledání se u společného hnízda oddávají pozdravům, což je charakterizováno společným ukláněním, vytrubováním či třením se tělem nebo hlavou.
Po spáření snese samice obvykle dvě vejce. Jedno takové vejce váží zhruba 97 až 148 gramů, a podobně jako u jiných druhů rodu Eudyptes bývá v pořadí druhé vejce větší než první. Prvé, menší vejce nebývá oplodněno, nebo je často během hnízdění odstraněno z hnízda. Možné vysvětlení je, že první vajíčko slouží k upoutání pozornosti dravců. V sezení na vejcích se samec se samicí střídají a inkubační doba trvá 35 až 36 dnů. V úvodu sezení pospolu zůstávají kvůli bezpečnosti, ale nakonec se odloučí.  
Vylíhlá mláďata jsou slepá. Mají prachové peří, šedohnědé barvy na zádech a bíle na břiše. Jakmile jsou mláďata příliš velká, aby se vešla mezi nohy rodičů, utvoří s ostatními takzvané školky, kde jsou v houfu chráněni před dotírajícími dravými ptáky. Tak umožní rodičům lovit společně a síly tak podělit. Mláďata Jsou krmeni až do stáří tří měsíců. Dospělý šat se u mláďat objeví až mnohem později, kdy už kolonii spolu s rodiči opustí. Především jejich chocholy nejsou pestře nažloutlé ale mají tmavší odstín. Dají se tak rozpoznat během celého chovu. Funkce takového peří je však již dokonalá. Pohlavní zralosti dosáhnou mladí samci ve čtyřech a samice ve třech letech. Zahnízdit se mohou pokusit dříve, ale v podstatě pak jen nanečisto trénují a získávají cenné zkušenosti.

## Přirození predátoři
Vzhledem k skutečnosti, že tučňáci chocholatí hnízdí především na ostrovech, nemají dospělý na souši prakticky žádné predátory. Jedině vejce a mláďata bývají ohroženy racky, buřňáky nebo chaluhami. Na moři se však musí vyvarovat tuleňů nebo třeba lachtanů.

## Ohrožení

### Populace
V současnosti (k roku 2017) je odhadem na 130 000 až 150 000 dospělých jedinců tučňáků chocholatých, ale populace není stabilní a má klesající trend. Největší populace se pravidelně nachází na souostroví Bounty a ostrovech Protinožců.

### Faktory
V minulosti zejména počátkem minulého století byl největším nepřítelem tučňáků člověk, který je lovil ve velkém zejména pro tuk. Jen za jedinou sezónu bylo uloveno na 150 tisíc ptáků. Jistý podíl na úbytku mohou mít i nadměrné rybolovy. Za stálý pokles populace mohou však mořské faktory, které ovlivňují přísun potravy, jakým je La Niña vyskytující se u Nového Zélandu a Austrálie.